# Gremium nach Artikel 13 Absatz 6 Grundgesetz
Das Gremium nach Artikel 13 Absatz 6 des Grundgesetzes (Gremium nach Art. 13 Abs. 6 GG) ist ein dreizehnköpfiges Gremium des Deutschen Bundestags zur parlamentarischen Kontrolle der Eingriffe in das Grundrecht auf Unverletzlichkeit der Wohnung nach Artikel 13 des Grundgesetzes (GG).
Das Gremium soll keinen Ersatz für den gerichtlichen Rechtsschutz bieten, sondern soll die Kontrolle des Parlaments effektivieren. Die nach Artikel 13 Absatz 6 Grundgesetz vorzunehmende Überprüfung dient nicht einer nachgehenden parlamentarischen Rechtmäßigkeitskontrolle der einzelnen Maßnahmen, sondern zielt auf die Wahrnehmung politischer Verantwortung des Parlaments, insbesondere auf die gesetzgeberische Beobachtung der Eignung und der Folgen der Maßnahmen.

## Gesetzliche Grundlagen
Artikel 13 GG schützt die Unverletzlichkeit der Wohnung. Nach Artikel 13 Absatz 3 und 4 können Strafverfolgungsbehörden jedoch private Gespräche in Wohnungen abhören oder aufzeichnen, wenn eine Person schwere Straftaten begangen hat oder diese verhindert werden können. Dies ist ein besonders schwerer Eingriff in die Grundrechte der betroffenen Personen.
Die gesetzlichen Grundlagen sind Art. 13 Grundgesetz sowie die §§ 100c bis 100f der Strafprozessordnung (StPO). Nach Artikel 13 Grundgesetz unterrichtet die Bundesregierung den Bundestag jährlich über den nach Art. 13 Absatz 3 GG sowie über den im Zuständigkeitsbereich des Bundes nach Art. 13 Absatz 4 GG und, soweit richterlich überprüfungsbedürftig, nach Art. 13 Absatz 5 GG erfolgten Einsatz technischer Mittel. Für den Bereich der Strafverfolgung ist die Berichtspflicht in § 100c StPO näher konkretisiert.
Die technische Überwachung von Wohnraum ist gemäß Artikel 13 Absatz 3 GG zulässig, wenn sie der Verfolgung besonders schwerer Straftaten dient. Konkretisiert wird diese Vorgabe durch § 100b Absatz 2 StPO, der die einschlägigen Taten nennt. Bezüglich einer solchen Tat müssen Tatsachen den Verdacht begründen, dass der Abzuhörende sie begangen hat.
Artikel 13 Absatz 4 GG erlaubt die technische Überwachung weiterhin zur Gefahrenabwehr. Voraussetzung hierfür ist, dass eine dringende Gefahr für die öffentliche Sicherheit besteht, etwa eine gemeine Gefahr oder eine Lebensgefahr.
Artikel 13 Absatz 5 GG erlaubt die Überwachung mittels technischer Mittel zum Schutz von Personen, die in einer Wohnung eingesetzt sind. Diese Regelung bezieht sich beispielsweise auf verdeckte Ermittler (§ 100a StPO) oder andere Angehörige einer Sicherheitsbehörde oder für diese tätige Personen. Anders als bei Maßnahmen nach Artikel 13 Absätze 3–4 GG ist die richterliche Anordnung bei einer Maßnahme nach Artikel 13 Absatz 5 GG nicht erforderlich. Allerdings dürfen die bei einem solchen Einsatz gewonnenen Daten zu anderen Zwecken als Schutzzwecken erst verwendet werden, wenn die Rechtmäßigkeit der Maßnahme richterlich festgestellt worden ist.

## Geschichte
Drucksache 13/8650 vom 1. Oktober 1997 ist ein Gesetzentwurf der Fraktionen CDU/CSU, SPD und FDP zur Änderung des Grundgesetzes (GG). Der Entwurf sah die Einfügung mehrere Absätze nach Art. 13 Abs. 2 GG vor. Die Einrichtung des Gremiums sollte aus Absatz 6 folgen: Ein vom Bundestag gewähltes Gremium übt […] die parlamentarische Kontrolle aus. Mit dem Gesetz zur Änderung des Grundgesetzes (Artikel 13) vom 26. März 1998 wurden die Absätze 3–6 nach Absatz 2 eingefügt; der damalige Absatz 3 wurde der neue Absatz 7. Das Gesetz wurde am 31. März im Bundesgesetzblatt verkündet und trat am Folgetag in Kraft. Ausgefertigt und unterschrieben wurde es vom damaligen Bundespräsidenten Roman Herzog, dem damaligen Bundeskanzler Helmut Kohl, dem damaligen Bundesminister der Justiz Edzard Schmidt-Jortzig und dem damaligen Bundesminister des Innern Manfred Kanther.
Am 3. März 2004 urteilte das Bundesverfassungsgericht über Verfassungsbeschwerden in dieser Sache. Das Gesetz vom 24. Juni 2005 zur Umsetzung des Urteils des Bundesverfassungsgerichts vom 3. März 2004 nahm Anpassungen vor, die vom Bundesverfassungsgericht gefordert wurden. Es umfasste Änderungen der Strafprozessordnung, des Gerichtsverfassungsgesetz, des IStGH-Gesetzes, des Gesetzes zur Änderung der Strafprozessordnung vom 20. Dezember 2001, des Strafgesetzbuches und des Schwarzarbeitsbekämpfungsgesetzes.

## Mitglieder

### 21. Wahlperiode (seit 2025)
Mitglieder des Ausschusses in der 21. Wahlperiode des Bundestags (seit 2025) sind:
| Name | Fraktion |
| ---- | -------- |

### 20. Wahlperiode (2021–2025)
Mitglieder des Ausschusses in der 20. Wahlperiode des Bundestags (2021–2025) waren:
| Name              | Fraktion  |
| ----------------- | --------- |
| Sonja Eichwede    | SPD       |
| Sebastian Fiedler | SPD       |
| Uli Grötsch       | SPD       |
| Carmen Wegge      | SPD       |
| Ingmar Jung       | CDU/CSU   |
| Andrea Lindholz   | CDU/CSU   |
| Axel Müller       | CDU/CSU   |
| Marcel Emmerich   | B90/Grüne |
| Helge Limburg     | B90/Grüne |
| Manuel Höferlin   | FDP       |
| Stephan Thomae    | FDP       |
| Thomas Seitz      | AfD       |
| André Hahn        | Linke     |

### 19. Wahlperiode
In der 19. Wahlperiode (2017–2021) umfasste das Gremium neun Mitglieder: Andreas Lindholz, Axel Müller, Marian Wendt, Johannes Fechner, Susanne Mittag, Jens Maier, Stephan Thomae, André Hahn und Irene Mihalic.

### 18. Wahlperiode
Mitglieder in der 18. Wahlperiode (2013–2017) waren Stephan Mayer (CSU), Nina Warken (CDU), Marian Wendt (CDU), Elisabeth Winkelmeier-Becker (CDU), Gabriele Fograscher (SPD), Burkhard Lischka (SPD), Gerold Reichenbach (SPD), Frank Tempel (Linke) und Irene Mihalic (Grüne).

## Überwachungsberichte
Der letzte jährliche Bericht nach Artikel 13 Absatz 6 GG ist vom 11. September 2020 für das Jahr 2019.
Von 2011 bis 2017 wurden insgesamt 64 Objekte nach Absatz 3 überwacht, wobei dasselbe Objekt durchaus in verschiedenen Berichtsjahren auftauchen kann. Dies ergibt einen Durchschnitt von etwa neun überwachten Objekten im Jahr.
Eine Überwachung nach Absatz 4 hat seit 1998 zweimal 2011 und einmalig 2015 stattgefunden. Hierbei handelte es sich um eine Maßnahme des Bundeskriminalamtes aus Anlass einer Gefahr im Sinne des § 4a Absatz 1 Satz 1 Nr. 1 BKA-Gesetz. Hierbei wurden in einer Privatwohnung drei Störer und drei Nichtstörer überwacht. Die Anordnung bezog sich auf 31 Kalenderwochen, wovon nur 26 abgehört wurde. Alle sechs Betroffenen wurden nach § 20w Absatz 1 Satz 2 BKA-Gesetz nicht benachrichtigt. Es entstanden Übersetzungskosten von etwa 150.000 Euro und etwa 3.800 Euro sonstige Kosten.
Überwachungen nach Absatz 5 wurden noch nie durchgeführt.
Im Berichtsjahr 2017 wurden zwölf repressive Maßnahmen der akustischen Wohnraumüberwachung nach Absatz 3 durchgeführt. Akustische und optische Wohnraumüberwachung als Maßnahmen der Gefahrenabwehr nach Absatz 4 wurden ebenso wenig im Berichtsjahr durchgeführt wie Maßnahmen zur Eigensicherung nach Absatz 5.
Im Berichtsjahr 2016 wurden sechs Objekte nach Absatz 3 überwacht. Nach den Absätzen 4 und 5 hat keine Überwachung stattgefunden.
Im Berichtsjahr 2015 wurden neun Objekte nach Absatz 3, ein Objekt nach Absatz 4 und keines nach Absatz 5 überwacht. Im Berichtsjahr 2014 wurden acht Objekte nach Absatz 3 überwacht. Nach den Absätzen 4 und 5 hat keine Überwachung stattgefunden. Im Berichtsjahr 2013 wurden ebenfalls acht Objekte nach Absatz 3 überwacht und es hat nach den Absätzen 4 und 5 ebenfalls keine Überwachung stattgefunden. Im Berichtsjahr 2012 wurden neun Objekte nach Absatz 3 überwacht. Nach den Absätzen 4 und 5 hat keine Überwachung stattgefunden. Im Jahr 2011 wurde zwölf Objekte nach Absatz 3 und 2 Objekte nach Absatz 4 überwacht.